# Prosenická Lhota
Prosenická Lhota – miejscowość i gmina (obec) w Czechach, w kraju środkowoczeskim, w powiecie Przybram. W 2022 roku liczyła 523 mieszkańców.